# Ana Maria de Anhalt
Ana Maria de Anhalt (13 de junho de 1561 – 14 de novembro de 1605), foi uma princesa de Anhalt por nascimento. Após o seu casamento, tornou-se duquesa de Legnica-Brzeg-Oława-Wołów.
Ana Maria era a filha mais velha de Joaquim Ernesto, Príncipe de Anhalt, e da sua primeira esposa, a princesa Inês de Barby-Mühlingen, filha do conde Wolfgang I de Barby-Mühlingen.

## Vida
Em 1570, quando tinha apenas nove anos de idade, Ana Maria sucedeu à sua tia paterna, a princesa Isabel, como abadessa de Gernrode e Frose. No entanto, esse cargo era apenas titular, uma vez que os seus territórios já tinham sido incorporados no principado de Anhalt, sendo o seu pai o "administrador" e detentor do voto de Gernrode no Reichtag.
Em 1577, Ana Maria foi retirada da sua posição como abadessa para se casar com o príncipe Joaquim Frederico, filho mais velho de Jorge II, Duque de Brzeg. O casamento realizou-se em Brzeg a 19 de Maio desse mesmo ano. A sua irmã Sibila sucedeu-a na posição de abadessa.
O duque Jorge II morreu em 1586 e foi sucedido pelo seus filhos, mas apenas em Oława e Wołów, uma vez que Brzeg foi entregue à sua viúva, a princesa Bárbara de Brandemburgo como parte do seu Oprawa wdowia ("direitos de viúva"). Ana Maria e o marido estabeleceram residência em Oława. Três anos depois, em 1589, Ana Maria deu à luz o primeiro dos seis filhos do casal.
Após a morte do seu irmão João Jorge em 1592, Joaquim Frederico tornou-se o único governante de Oława-Wołów. Depois de a viúva de João Jorge ter abdicado do seu Oprawa wdowia em 1594 e a princesa Bárbara de Brandemburgo falecer em 1595, Joaquim Frederico conseguiu finalmente unir todo o seu ducado. No seu testamento, que finalizou a 16 de Dezembro de 1595, ofereceu o distrito de Oława à sua esposa como Oprawa wdowia.
Joaquim Frederico morreu a 25 de Março de 1602. Ana Maria assumiu a regência em nome dos seus dois filhos, os príncipes João Cristiano e Jorge Rudolfo, que eram ainda menores de idade na altura. Além da sua posição como regente, era também a duquesa reinante de Oława graças ao seu Oprawa wdowia.
Ana Maria morreu apenas três anos depois do marido. Uma vez que os seus filhos ainda eram menores de idade, a sua cunhada, a princesa Isabel Madalena de Brieg e o marido dela, Carlos II de Poděbrady, duque Ziębice-Oleśnica, assumiram o papel de regentes até 1609, data em que João Cristiano chegou à maioridade e assumiu o governo sozinho.

## Descendência
Do seu casamento, Ana Maria teve os seguintes filhosː 
1. Jorge Ernesto de Brieg (29 de Agosto de 1589 – 6 de Novembro de 1589), morreu com poucos meses de idade.
2. João Cristiano de Brieg (28 de Agosto de 1591 – 25 de Dezembro de 1639), duque de Brzeg–Legnica–Wołów. Casado primeiro com a princesa Doroteia Sibila de Brandemburgo; com descendência. Casado depois com Anna Hedwig Sitzsch; com descendência.
3. Bárbara Inês de Brieg (24 de Fevereiro de 1593 – 24 de Julho de 1631), casada com Hans Ulrich von Schaffgotsch und zu Kynast und Greiffenstein, Barão de Trachenberg e Warmbrunn.
4. Jorge Rudolfo de Brieg (12 de Janeiro de 1595 – 14 de Janeiro de 1653), casado primeiro com a princesa Sofia Isabel de Anhalt-Dessau; sem descendência. Casou-se depois com a princesa Isabel Madalena de Brieg; sem descendência.
5. Ana Maria de Brieg (16 de Dezembro de 1596 – 25 de Março de 1602), morreu aos cinco anos de idade.
6. Maria Sofia de Brieg (26 de Abril de 1601 – 26 de Outubro de 1654).

## Genealogia
| Ana Maria de Anhalt | Pai: Joaquim Ernesto, Príncipe de Anhalt | Avô paterno: João V, Príncipe de Anhalt-Zerbst               | Bisavô paterno: Ernesto I, Príncipe de Anhalt-Dessau                   |
| Ana Maria de Anhalt | Pai: Joaquim Ernesto, Príncipe de Anhalt | Avô paterno: João V, Príncipe de Anhalt-Zerbst               | Bisavó paterna: Margarida de Münsterberg                               |
| Ana Maria de Anhalt | Pai: Joaquim Ernesto, Príncipe de Anhalt | Avó paterna: Margarida de Brandemburgo, Duquesa da Pomerânia | Bisavô paterno: Joaquim I Nestor, Príncipe-Eleitor de Brandemburgo     |
| Ana Maria de Anhalt | Pai: Joaquim Ernesto, Príncipe de Anhalt | Avó paterna: Margarida de Brandemburgo, Duquesa da Pomerânia | Bisavó paterna: Isabel da Dinamarca, Princesa-Eleitora de Brandemburgo |
| Ana Maria de Anhalt | Mãe: Inês de Barby-Mühlingen             | Avô materno: Wolfgang I de Barby-Mühlingen                   | Bisavô materno: Burkhart V de Barby-Mühlingen                          |
| Ana Maria de Anhalt | Mãe: Inês de Barby-Mühlingen             | Avô materno: Wolfgang I de Barby-Mühlingen                   | Bisavó materna: Madalena de Mecklemburgo                               |
| Ana Maria de Anhalt | Mãe: Inês de Barby-Mühlingen             | Avó materna: Inês de Mansfeld zu Mittel-Ort                  | Bisavô materno: Gerardo VII de Mansfeld                                |
| Ana Maria de Anhalt | Mãe: Inês de Barby-Mühlingen             | Avó materna: Inês de Mansfeld zu Mittel-Ort                  | Bisavó materna: Margarida de Gleichen                                  |